# Toyota Estima
L'Estima est un grand monospace à 7 ou 8 places selon les versions, fabriqué par le constructeur japonais Toyota. 
Seule la première génération d'Estima, et seulement jusqu'en 1997, a été diffusée aux États-Unis. Le nom est dérivé de "estimable". Ses deux premières générations ont été diffusées en Europe sous l'appellation Previa, dérivé de l'italien "previdenza" (prévoyance). Sa troisième génération est principalement destinée au Japon et au reste de l'Asie mais n'est plus importée en Europe. Les trois versions sont appelées Tarago en Australie et Canarado en Asie du Sud-Est.

## Première génération (1990 - 1999)

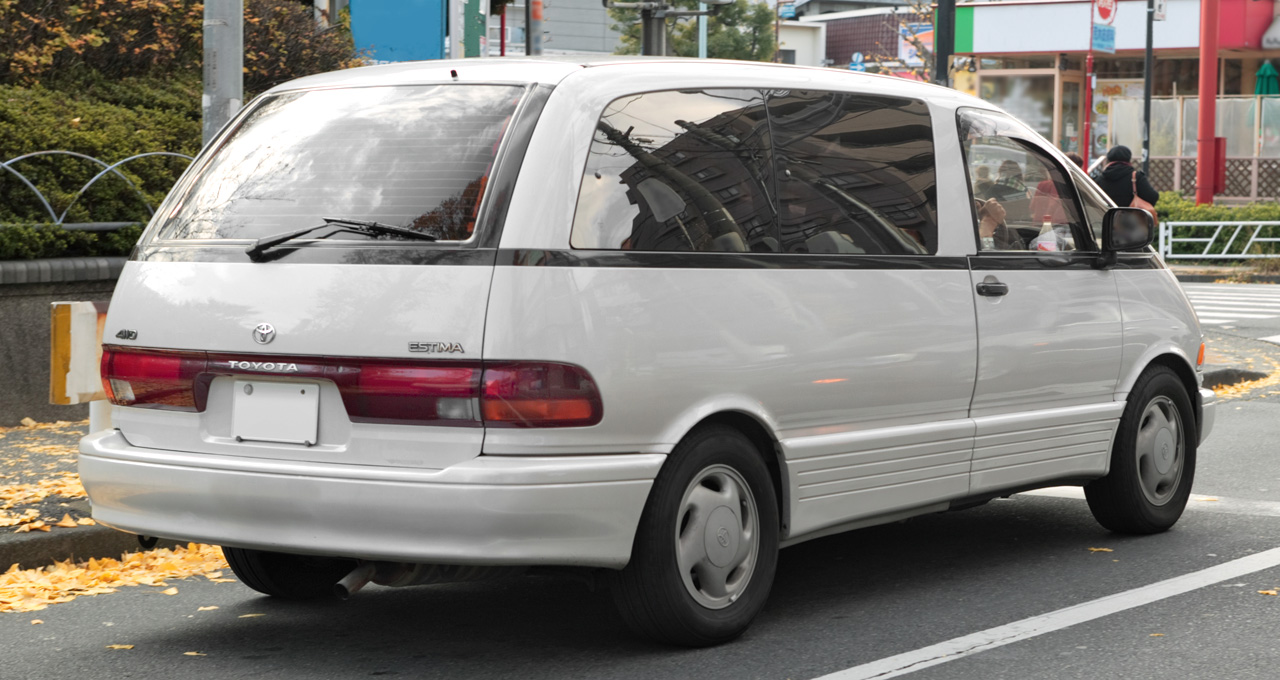
Toyota Estima I

Le premier Estima est sorti en mai 1990 au Japon. C'est une voiture au style original et futuriste dessiné par Tokuo Fukuichi, un designer Toyota, et David Doyle, du Calty qui est le bureau de style californien de Toyota. Elle s’inscrit dans le segment des grandes voitures. Ce monospace a été fabriqué dans l'usine de Motomachi dans la ville Toyota au Japon, avec environ 1 150 000 voitures réalisées jusqu'en 1999. Il est assemblé en Chine par Guangtong Passenger Car avec le logo Jinhui. Importé en Europe sous l'appellation Previa, ce gros monospace propose 7 ou 8 places à bord selon les versions. Il s'agit d'une propulsion qui loge son moteur en position centrale avant, architecture héritée du plus utilitaire Modèle-F qui lui permet d'être le plus logeable des grands monospaces avec 2,35 m de plancher plat derrière les sièges avant.
Sa ligne ovoïde est sortie des planches à dessins du studio américain de Toyota, en Californie, rappelle les "Flxible Clipper" de 1948. Le Toyota Previa a été commercialisé entre 1991 et 1997 aux États-Unis.
Alors que l'Europe réclame une version diesel au Previa, les cousins Estima Lucida et Emina plus petits disposent du même 4 cylindres 2,4 litres essence (135 ch uniquement) mais aussi d'un 2,2 litres turbodiesel de 100 ch, uniquement en conduite à droite. Celui-ci ne répond en effet pas aux normes européennes de dépollution, non pas plus strictes mais différentes de celles en vigueur au Japon.
Comme presque tous les modèles vendus au Japon, l'Estima se décline en versions à 4 roues motrices.
Le réservoir, de 60 litres sur les 2.4 135 ch est porté à 75 litres sur le 2.4 de 160 ch. C'est ce grand réservoir qui est monté sur les Previa pour l'Europe.
La version GL destinée à l'Europe reçoit une suspension arrière à roues indépendantes et 4 freins à disque, alors que les XL sont équipées d'un pont rigide et de tambours à l'arrière.
En plus du carter d'huile classique sous le moteur et accessible sous le siège gauche, ce monospace est équipé d'un réservoir de 2 L d'huile équipé d'une pompe sous le capot avant qui fait l'appoint automatiquement et maintient le niveau constant dans le carter, participant à l'excellente fiabilité du modèle. Batterie, filtre à air, climatiseur, et compresseur si présent, sont aussi accessibles sous ce capot avant, entrainés par un petit arbre venant du moteur.
C'est un autre arbre qui entraine les roues avant pour la version "all trac".
Les ventes cumulées à fin 1993 étaient de 250 448 exemplaires au Japon et de 253 714 exemplaires à l’exportation.

## Deuxième génération (2000 - 2005)
La deuxième génération d'Estima lancée en janvier 2000 conserve la silhouette monovolume traditionnelle d'un monospace mais la ligne évolue sensiblement, tandis que la technique est totalement repensée. Cette génération n'a pas été commercialisée aux États-Unis où l'Estima a laissé place, dès 1997, au Sienna (voir article dédié).
L'Estima qui sort en 2000 est désormais une traction (ou 4 roues motrices, bien sûr) dont les moteurs, cette fois placés à l'avant, sont tous nouveaux. Un 2,4 litres 4 cylindres en ligne affiche désormais 160 ch. Il est épaulé par un V6 3 litres de 220 ch. Le diesel a quitté le catalogue japonais pendant que le D4D 115 diesel plus moderne intègre le capot du Previa destiné à l'Europe.
Pour juin 2001, l'Estima se décline en une version hybride (au nom commercial « Hybrid ») à assistance électrique, qui reprend le 2,4 litres essence dans une version 131 ch à laquelle s'ajoute un bloc électrique de 18 ch. Cette version est la seule à disposer d'une transmission à variateur (CVT), le reste de la gamme étant équipé d'une boîte automatique à 4 vitesses. La boîte manuelle, toujours livrable pour l'Europe, n'est plus proposée au Japon.

## Troisième génération (2006 - 2019)
Ce troisième Estima, apparu en janvier 2006 (puis restylé fin 2008), est cette fois réservé au Japon et aux autres pays d'Asie. Il est aussi vendu en Australie sous l'appellation Tarago. Mais Toyota ne le diffuse plus en Europe.
La ligne reste dans la lignée du modèle précédent mais la technique évolue encore considérablement. L'empattement est allongé de 5 cm et les moteurs sont une nouvelle fois revus.
le 2,4 litres « de base » est porté de 160 à 170 ch et quitte sa boîte automatique à 4 vitesses pour un variateur CVT. Le V6 3 litres de 220 ch est remplacé par un 3,5 litres de 280 ch et la boîte automatique passe de 4 à 6 rapports. Enfin, la version Hybrid devient une « full hybrid » et le 2,4 litres essence de 150 ch s'associe désormais à deux moteurs électriques, un sur chaque train roulant, comme pour un Lexus RX 450h.
Pour la troisième fois, l'Estima remporte un gros succès au Japon, avec des ventes qui vont jusqu'à légèrement dépasser les 95 000 exemplaires en 2006, lui valant cette année-là la huitième place du marché japonais toutes catégories confondues. Un succès qui n'empêche pas celui d'un autre gros monospace Toyota, le duo Alphard/Vellfire.
Selon les années, la version hybride représente entre 20 et 25 % de la diffusion de l'Estima au Japon.

## Cinéma
Le Toyota Estima apparaît en vedette du film Carpool (1996) avec Tom Arnold et David Paymer. Le véhicule est un personnage à part entière puisque tout le film se déroule à bord d'un Toyota Previa (Europe) de 1996. Elle fait également une apparition de quelques secondes dans la série Mercredi.